# Yinjibarndi
Le yinjibarndi ou yindjibarndi est une des nombreuses langues pama-nyungan parlées par des Aborigènes du nord de l'Australie-Occidentale.
En 2016, 377 personnes déclarent parler le yinjibarndi à la maison.
Il est intercompréhensible avec le kurrama (en).